# Leidy Mera
Leidy Johana Mera Cadena (Ipiales, Colombia, 21 de abril de 1996) es una ciclista colombiana de MTB. Con experiencia deportiva desde el año 2009, actualmente Selección Nariño y Selección Colombia. Múltiple campeona de Colombia, Juegos Panamericanos, Juegos Suramericanos, Juegos Centromericanos y del Caribe, entre otros. Es madre, estudiante de contaduría pública y deportista de alto rendimiento. Categoría Élite 2019.

## Palmarés
| 2014 - Campeonato Panamericano en BARBACENA BRASIL 29 marzo Categoría damas junior - Campeonato Nacional categoría damas junior en TOCANCIPÁ CUNDINAMARCA - 6.ª Juegos Olímpicos de la juventud en NANJING CHINA 2016 - 4.ª Campeonato Nacional en YARUMAL ANTIOQUIA categoría sub-23 2017 - Campeonato Panamericano en PAIPA BOYACÁ 2 de abril, categoría damas sub-23 - Vuelta a NARIÑO - Campeonato Nacional de XCO en MANIZALES, cat. sub-23 damas - Windham XTC Pro EE. UU, cat. Sub-23 damas - 24.ª Campeonato Mundial de XCO CAIRNS AUSTRALIA, cat. Sub-23 damas 2018 - Campeonato Panamericano, en PEREIRA XCR - Campeonato Panamericano, en PEREIRA XCO Damas Sub-23 - Campeonato Nacional de XCO en FLORIDA VALLE, Damas sub-23 - Juegos Suramericanos BOLIVIA-COCHABAMBA - Copa internacional LEVORIN. BRASIL - 6.ª Juegos Centromericanos y del Caribe. BARRANQUILLA - Copa Colombia SHIMANO XCO - Abierto Across ARGENTINA, Damas Sub-23 - 26.ª Campeonato Mundial XCO en SUIZA | 2019 - Copa Departamental en GUALMATÁN – NARIÑO Válida I - Copa Colombia en COTA – CUNDINAMARCA Válida I - Copa Departamental en PASTO – NARIÑO Válida II - Copa Colombia en PEREIRA – RISARALDA Válida II - Copa Colombia en TULUÁ – VALLE Válida III - Copa Departamental en PASTO – NARIÑO Válida IV - 5.ª Copa Colombia en MADRID – CUNDINAMARCA Válida IV - 5.ª Copa Colombia en ZIPAQUIRÁ – CUNDINAMARCA Válida 5 - 18.ª Campeonato Panamericano en AGUASCALIENTES – MÉXICO 4 al 8 de abril - Copa Across en SAN JUAN – ARGENTINA - 16.ª Copa Michelín, en ARAXÁ – BRASIL, Cat HC UCI - Copa América, en LIMA – PERÚ, Cat C2 UCI - Copa Sram, en CIUDAD COLÓN - COSTA RICA, Cat. C1 UCI - 5.ª Campeonato Nacional, MANIZALES – CALDAS - Copa Regional de Eliminator, en COTA – CUNDINAMARCA - 10.ª Juegos Panamericanos, en LIMA – PERÚ - 58.ª Campeonato del Mundo XCO en MONT SANT ANNE – CANADÁ - 19.ª Campeonato del Mundo XCR (equipos) en MONT SANT ANN – CANADÁ - Copa Departamental, en PASTO – NARIÑO Válida V - Copa Departamental, en CÓRDOBA – NARIÑO Válida VI - Copa Departamental, en CÓRDOBA – NARIÑO - Copa Colombia en SANTA ROSA DE CABAL – RISARALDA Válida VI - Copa Colombia en SANTA ROSA DE CABAL – RISARALDA - 6.ª Juegos Nacionales Bolívar 2019 2020 - Ascenso volcán chiles ECUADOR - Circuito gualmatán-NARIÑO. - Copa Colombia C2 UCI en CAJICA CUND. ÉLITE |